# Puzzole
Puzzole (in sloveno Puče) è un insediamento di 249 abitanti del comune sloveno di Capodistria, situato nell'entroterra dell'Istria settentrionale. Comprende le frazioni di Crisichie e Plagnave.
Vi si giunge da passando per la crociera di Crisichie o Križišče che in sloveno significa appunto crociera.
Plagnave è composta da un gruppo di vecchie case di campagna e si trova in basso, a mezza costa tra Puzzole ed il fondo valle. Il nome probabilmente non deriva da "planu" in quanto lo sloveno planiava significa "pianura" che qui non esiste. Puzzole invece deriva da "puteus" come diceva il Naldini: "qui non è facile incontrare l'acqua nello scavare i pozzi"; potrebbe derivare anche da "puzzola".
I villaggi di Puzzole e Plagnave, feudi della famiglia Verzi, erano sottoposti sia allo zuppano che al parroco di Costabona; ora è frazione di Monte di Capodistria. Pur non avendo informazioni chiare sulle ripartizioni civili, si deve ritenere che la condizione di certi paesi, riuniti sotto un solo zuppano, fosse abbastanza comune, come l'ordinamento ecclesiastico raggruppava più villaggi in un'unica parrocchia, la cui sede fungeva da centro.
Il paese è posto a 280 m sopra il livello del mare, sulla cima di un promontorio, che si spinge parallelamente a quello di Costabona, verso sud, sulla valle del fiume Dragogna. È un paese che, oltre ad avere le sue caratteristiche case in pietra nuda arenaria, offre l'allegra visione di altre case antiche con tutti i colori naturali che si usavano un tempo: i gialli, i verdi, i rosa, i violetti, i celesti sono armoniosamente accostati da sembrare una tavolozza. Tale effetto armonico è dovuto alle terre colorate naturali che venivano aggiunte alla calce.
A Puzzole la chiesa dedicata a  santa Maria del Carmine ha sulla facciata un campanile a vela, è parzialmente intonacata ed è probabilmente del secolo XVI. Sul portale della chiesa, una scritta latina riporta che la chiesa è stata restaurata nel 1715, essendo "gastaldo" Giacomo Bonazza e che il pievano in quel tempo era Filippo Sergas.